# Диас Янес, Агустин

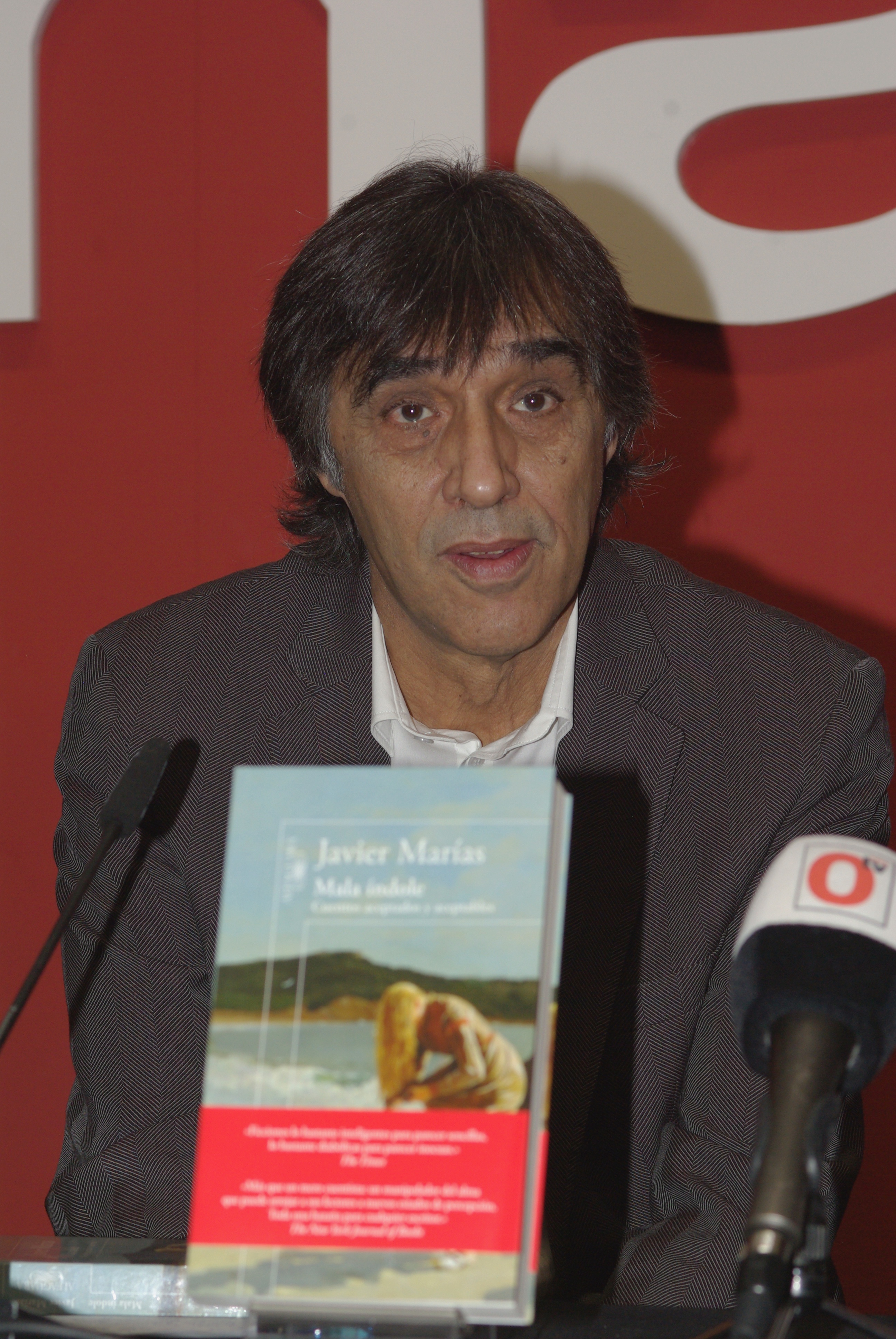
Агустин Диас Янес

Агусти́н Ди́ас Я́нес (исп. Agustín Díaz Yanes; род. 9 сентября 1950, Мадрид) — испанский режиссёр и сценарист. Лауреат премии «Гойя».

## Биография
Сын тореадора, Агустин Диас Янес в 1970-е годы учился на историческом факультете Мадридского университета Комплутенсе. Работал преподавателем, переводчиком с английского языка и литературным критиком. В это время обнаружил интерес к кино и начал писать первые киносценарии, которые впоследствии легли в основу нескольких фильмов.

## Фильмография
Сценарист:
- 1988: Батон-Руж / Baton Rouge
- 1994: Бельмонт / Belmonte
- 1997: На пределе / Al límite

Режиссёр и сценарист:
- 1995: Никто не расскажет о нас, когда мы умрём / Nadie hablará de nosotras cuando hayamos muerto
- 2001: Нет вестей от Бога / Sin noticias de Dios
- 2006: Капитан Алатристе / Alatriste
- 2008: Сёстры по крови / Sólo quiero caminar
- 2017: Золото / Oro

## Награды
- 1996: премия «Гойя» за лучший сценарий к фильму «Никто не расскажет о нас, когда мы умрём»
- 2001: номинация на премию «Гойя» за фильм «Нет вестей от Бога»
- 2006: номинация на премию «Гойя» за фильм «Капитан Алатристе»